# César Sánchez
Pour les articles homonymes, voir Domínguez.
César Sánchez Domínguez est un footballeur espagnol (1 sélection) né le 2 septembre 1971 à Cáceres. Il évoluait au poste de gardien de but.

## Biographie
Il a joué pour le Real Valladolid, le Real Madrid ainsi que le Real Saragosse. 
Il a remporté le Ligue des champions en 2002 sous les couleurs du Real Madrid, en étant même titulaire lors de la finale.
Le 29 juin 2020, il démissionne de son poste de directeur sportif du Valence CF.

## Carrière
- 1991-2000 : Real Valladolid
- 2000-2005 : Real Madrid
- 2005-2008 : Real Saragosse
- 2008-jan.2009 : Tottenham Hotspur
- jan.2009-2011 : Valence CF[1],[2],[3],[4]
- 2011-2012 : Villarreal CF

## Palmarès
- Vainqueur de la Ligue des champions en 2002 (Real Madrid)
- Champion d'Espagne en 2001 (Real Madrid)
- Finaliste de la Coupe d'Espagne en 2004 (Real Madrid) et en 2006 (Real Saragosse)